# Aonidiella citrina
Aonidiella citrina är en insektsart som först beskrevs av Daniel William Coquillett 1891.  Aonidiella citrina ingår i släktet Aonidiella och familjen pansarsköldlöss. Inga underarter finns listade i Catalogue of Life.